# Guido Galperti
Guido Galperti (Pralboino, 5 gennaio 1959) è un politico italiano.

## Biografia
Sindaco di Pralboino dal 1985 al 1995 per la Democrazia Cristiana, alle elezioni amministrative del 1990 è eletto consigliere della provincia di Brescia. 
Alle elezioni politiche del 1992 è candidato alla Camera dei Deputati nelle liste della DC per la circoscrizione Brescia-Bergamo, ottenendo 303 preferenze e non risultando eletto. 
Con lo scioglimento della Dc ha aderito al Partito Popolare Italiano, vicino alle posizioni di Mino Martinazzoli.
È stato assessore provinciale per la provincia di Brescia alla Caccia, Ambiente, Sport nella giunta di centrosinistra guidata da Andrea Lepidi (1995-1999). Alle elezioni amministrative del 1999 si è candidato alla presidenza della provincia di Brescia, sostenuto dal centro-sinistra, ottenendo il 34,4% al primo turno e arrivando al ballottaggio contro il candidato del centrodestra Alberto Cavalli, che al secondo turno vince di misura con il 50,3% contro il 49,7% di Galperti.
Nel 2000 si è candidato come consigliere regionale alle elezioni regionali in Lombardia a sostegno della candidatura a presidente di Mino Martinazzoli ed è risultato eletto nella lista "Centro-Sinistra con Martinazzoli" (che univa Ds, PPI, Rinnovamento Italiano e I Democratici) per la provincia di Brescia con 14.289 preferenze. Ricandidatosi nelle elezioni regionali in Lombardia del 2005 nelle liste di Uniti nell'Ulivo per la provincia di Brescia a sostegno del candidato Riccardo Sarfatti, è stato riconfermato con 20.045 preferenze. Da capogruppo del PD  finisce indagato per i 41.612,27 euro andati al gruppo consiliare, di cui 21.000 spesi per un progetto di comunicazione, quasi 600 per «pasticceria e dolciumi» e 15.000 per una consulenza in «materia di politiche abitative» nel 2008, accuse che il GIP presso il Tribunale di Milano ha ritenuto inesistenti, archiviando il procedimento.
Nel 2007 ha aderito al Partito Democratico e alle elezioni politiche del 2008 è stato eletto senatore nella circoscrizione Lombardia.
Per il congresso del PD dell'ottobre 2009 ha espresso sostegno alla candidatura di Pier Luigi Bersani.
È stato l'unico senatore del PD a votare a favore al disegno di legge Orsi per la liberalizzazione della caccia, fortemente contestato dalle associazioni ambientaliste, che prevede fra l'altro l'abbassamento a 16 anni della soglia di età per conseguire la licenza di caccia.
Alle elezioni politiche del 2013 viene eletto deputato nelle liste del PD per la circoscrizione Lombardia 2.
È ricandidato nelle liste del Partito Democratico alle elezioni politiche del 2018 nel collegio plurinominale Lombardia 3 - 01, non risultando però eletto.
Alle elezioni amministrative del 2018 viene eletto consigliere comunale di Brescia in una lista civica a sostegno di Emilio Del Bono.
Alle elezioni provinciali del 2019 viene eletto consigliere provinciale della Provincia di Brescia nella lista di centrosinistra Comunità e territorio con 6.288 preferenze ponderate, è successivamente nominato Vicepresidente nella giunta di centrosinistra presieduta da Samuele Alghisi. Viene riconfermato alle elezioni provinciali del 2021 nella lista di centrosinistra Territorio Bene comune con 6.511 preferenze ponderate.
Il 22 febbraio 2022 aderisce a Italia Viva.
Alle elezioni politiche del 2022 è candidato alla Camera per Azione - Italia Viva nel collegio uninominale Lombardia 3 - 04 (Brescia), ottenendo l'11,14% e terminando in terza posizione dietro a Maurizio Casasco del centrodestra (48,89%) e a Roberto Rossini del centrosinistra (28,43%), non è dunque eletto.